# 12086 Joshualevine
12086 Joshualevine eller 1998 HC22 är en asteroid i huvudbältet som upptäcktes den 20 april 1998 av LINEAR i Socorro County, New Mexico. Den är uppkallad efter Joshua Levine.
Asteroiden har en diameter på ungefär 2 kilometer.